# Johannes Hermanus Koekkoek

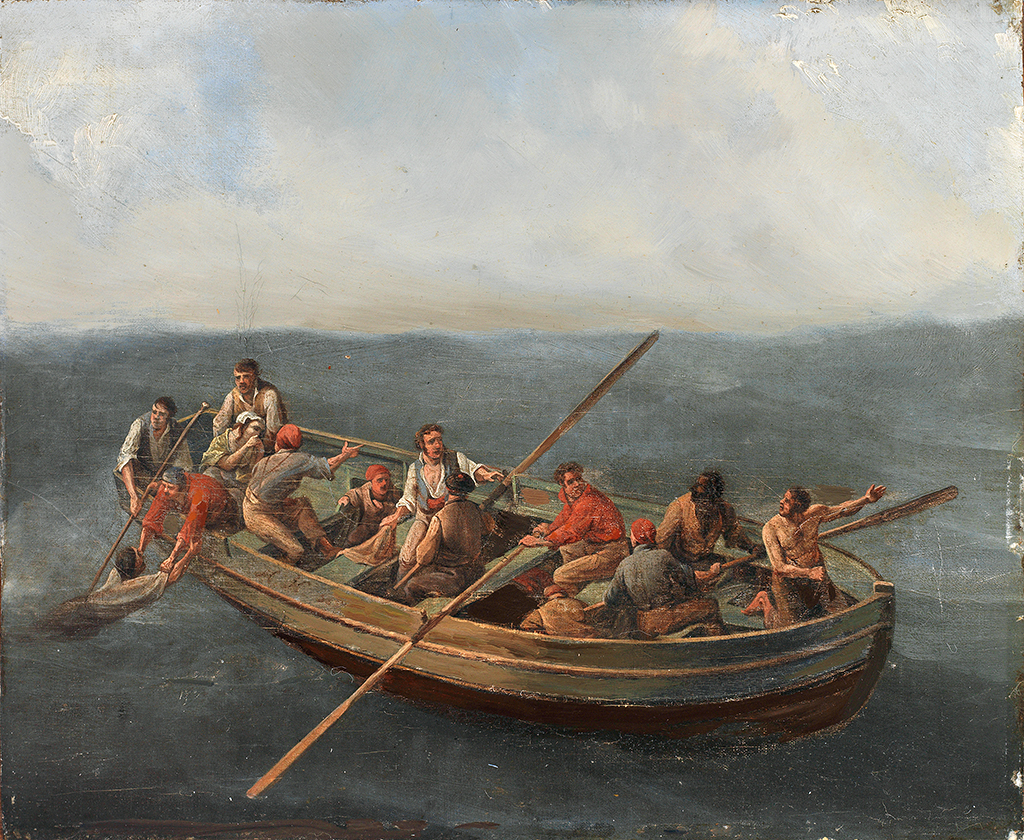
Skeppsbrutna, tavla tillskriven Johannes Hermanus Koekkoek.

Johannes Hermanus Koekkoek,  född den 17 augusti 1778 i Veere, död den 9 januari 1851 i Amsterdam, var en holländsk marinmålare. Han var far till Barend Cornelis Koekkoek.
Koekkoek började som arbetare i en tapetfabrik, men utbildade sig genom naturstudier till en lyckad framställare av utsikter över hav och floder.